# Pardosa mira
Pardosa mira este o specie de păianjeni din genul Pardosa, familia Lycosidae, descrisă de Caporiacco, 1941.
Este endemică în Etiopia. Conform Catalogue of Life specia Pardosa mira nu are subspecii cunoscute.